# Chris Fletcher
Chris Fletcher ist ein US-amerikanischer Biathlet.
Chris Fletcher belegte in der Gesamtwertung des Biathlon-NorAm-Cup der Saison 2010/11 den 29. Platz. Bei den Nordamerikanischen Meisterschaften im Biathlon 2011 in Whistler wurde Fletcher mit vier Fehlern Achter des Sprints, mit sieben Fehlern ebenfalls Achter des Verfolgungsrennens und Siebter im Massenstartrennen.

## Belege
1. ↑   Sprintresultate (Memento vom 9. November 2013 im Internet Archive) (PDF-Datei; 162 kB), Verfolgungsrennen (Memento vom 9. November 2013 im Internet Archive) (PDF-Datei; 132 kB) und  Resultate Massenstart (Memento vom 13. Februar 2014 im Internet Archive) (PDF-Datei; 133 kB)

| Personendaten    | Personendaten                              |
| ---------------- | ------------------------------------------ |
| NAME             | Fletcher, Chris                            |
| KURZBESCHREIBUNG | US-amerikanischer Illustrator und Sportler |
| GEBURTSDATUM     | 20. Jahrhundert                            |